# Prăjeni
Prăjeni é uma comuna romena localizada no distrito de Botoşani, na região de Moldávia . A comuna possui uma área de 33.20 km² e sua população era de 3393 habitantes segundo o censo de 2007.